# Cărbunești
Cărbunești község és falu Prahova megyében, Munténiában, Romániában. A hozzá tartozó település Gogeasca.

## Fekvése
A megye keleti részén található, a megyeszékhelytől, Ploieștitől, negyvenhét kilométerre északkeletre, a Lopatna patak mentén.

## Története
Neve a román „cărbun” szóból ered, melynek jelentése: „szén”, utalva ezzel az egykor itt élők egyik legfontosabb munkájára, a szénbányászatra.
A 19. század végén a község Prahova megye Podgoria járásához tartozott és csupán Cărbunești faluból állt, 1107 lakossal. A községben ekkoriban volt egy templom, melyet 1842-ben szenteltek fel valamint egy 1864-ben épült iskola. Gogeasca falu ekkor még Târlești község része volt.
1950-ben közigazgatási átszervezés alapján, a Prahova-i régió Teleajen rajonjához került, majd 1952-ben a Ploiești régióhoz csatolták.
1968-ban ismét megyerendszert vezettek be az országban, a község az újból létrehozott Prahova megye része lett. Ekkor csatolták hozzá Gogeasca flut is.

## Lakossága
| Nemzetiségek | 2002 | 2002    |
| ------------ | ---- | ------- |
| Románok      | 1920 | 100,00% |
| Összesen     | 1920 | 100,0%  |

## Látnivalók
- A régi templom romjai - 1842-ben épült.